# デボン・ウィザースプーン
デボン・マーキス・ウィザースプーン（Devon Marquis Witherspoon, 2000年12月11日 - ）は、アメリカ合衆国フロリダ州ペンサコーラ出身のプロアメリカンフットボール選手。NFLのシアトル・シーホークスに所属している。ポジションはコーナーバック。

## 経歴

### カレッジ
イリノイ大学では1年目の2019年シーズンに33タックルを記録した。
2020年シーズンは33タックル、2つのインターセプトを記録した。
2021年シーズンは52タックル、1サックを記録した。シーズン終了後、2022年のNFLドラフトにアーリーエントリーせず、大学に残留した。

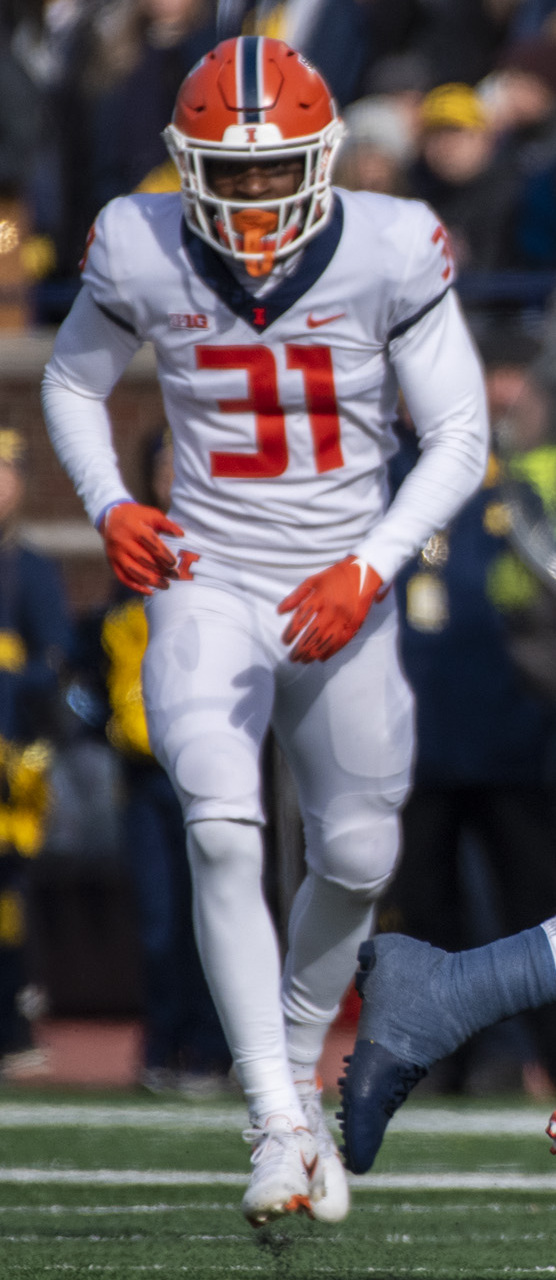
イリノイ大学でのウィザースプーン
(2022年)

2022年シーズンはトラッシュトーカーとしても注目を集めた。シーズンでは33タックル、3つのインターセプト、13のパスディフレクションを記録し、オールアメリカンファーストチーム、ビッグ10の最優秀ディフェンシブバック賞を受賞した。このシーズン終了後、2023年のNFLドラフトにエントリーした。

### シアトル・シーホークス
| 5 ft 11+1⁄2 in (182 cm) | 181 lb (82 kg) | 31+1⁄4 in (79 cm) | 8+7⁄8 in (23 cm) | 4.45 s | 1.58 s | 2.55 s |
| [ 5 ]                   |                |                   |                  |        |        |        |

2023年のNFLドラフトにて全体5位でシアトル・シーホークスから指名され、その後ルーキー契約を結んだ。
2023年シーズン、第4週のニューヨーク・ジャイアンツ戦でダニエル・ジョーンズからインターセプトを記録し、そのまま97ヤードのリターンTDを成功させた。この試合では2サックも記録し、1試合に2サック以上と95ヤード以上のリターンTDを成功させたNFL史上初の選手となった。このプレーでNFCの週間最優秀守備選手に選出されたほか、10月度のNFL守備部門月間最優秀新人賞も受賞した。
2024年シーズンは全試合に先発出場し、2年連続となるプロボウルに選出された。